# Стрелица (Семилукский район)

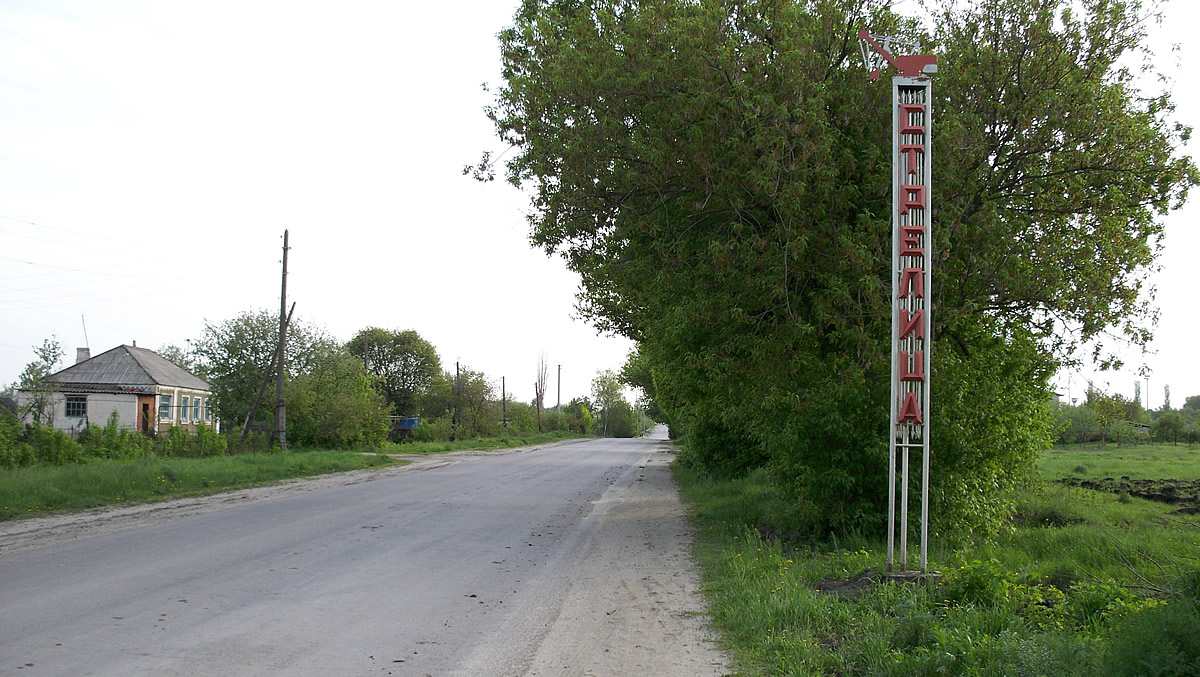
Въезд в пос. Стрелица

Стре́лица — посёлок городского типа в Семилукском районе Воронежской области России. Административный центр городского поселения Стрелица.

## География
Посёлок расположен в 20 км от областного центра — города Воронежа и в 13 км от районного центра — города Семилуки, на крайнем юго-западе Семилукского района, на реке Девица (приток Дона), в 4 км от трассы А144.
По периметру посёлка Стрелица разбросаны Стрелицкие карьеры по добыче огнеупорных глин — визитная карточка Воронежских неоландшафтов.
Озерно-садовый природно-территориальный комплекс в настоящее время в Стрелицком горнорудном массиве стал господствующим. Первые сады на отвалах вскрышных пород были посажены восточнее посёлка в 1972 году. После 1980 года садовое направление рекультивации на карьерах стало преобладающим. Особую привлекательность имеют массивы садов, чередующиеся с водным зеркалом озёр на поверхности гидроотвалов. Вблизи Стрелицы находятся четыре водоёма: Малое озеро, Большое, Северное и Запрещенка. Чтобы сохранить водоёмы от высыхания, приходится регулярно вести подкачку воды из реки Девица. В Малое озеро докачка прекращена несколько лет назад, поэтому озеро сильно уменьшилось и поросло камышом.
Самым завершённым озёрно-садовым комплексом является участок в 0.5 км на северо-западе от посёлка Стрелица. Его формирование завершилось в 1972—1974 годах. В центре массива находится озеро Запрещенка площадью 13 га. Длина водного зеркала с севера на юг около 400 м, а с запада на восток — до 300 м. В тёплый сезон постоянный уровень озера поддерживается путём постоянного подпитывания его по трубопроводу речной водой. Ежесуточно в летний период в озеро закачивается 1600 м³ воды. Максимальная глубина озера достигает 4—5,5 м. Открытое зеркало воды окаймляет тростниково-рогозовый пояс шириной 5-12 м. Среди высоких зарослей из тростника обыкновенного и рогоза широколистного произрастают куртины сусака, хвоща болотного, водяного перца и осоки вздутой и сероватой. В погожие летние дни на специальных подмостках собираются любители рыбной ловли. Но особенно многочисленно здесь зимой. Подлёдный лов привлекает сюда не только местных жителей, но и любителей из городов Воронеж, Семилуки, станции Латная и посёлка Девица.
По периферии озера Запрещенка располагаются сады коллективного дачного товарищества «Жемчужина».

## История
Известно, что, начиная с XVII века, земли, на которых в настоящее время расположен посёлок Стрелица, принадлежали крестьянам земельного общества села Девица. Рудник «Стрелица» первую тонну огнеупорной руды дал в 1906 году. Посёлок Стрелица был основан как рабочее поселение для горняков, добывающих огнеупорную глину в качестве сырья для Семилукского огнеупорного завода, в 1926 году. Первое здание, построенное в посёлке, — амбулатория (1926 год), в 1930 году открылась больница, строились каменные дома-бараки для рабочих. С 1935 года в посёлке Стрелица разместилось главное Воронежское рудоуправление, и по настоящее время организовывающее добычу огнеупорной глины и других полезных ископаемых (камень-песчаник, пески, красная глина и др.). Месторождение огнеупорных глин в Стрелице разрабатывается с 1900 года.
В годы Великой Отечественной войны посёлок Стрелица находился в зоне оккупации с 3 июля 1942 года по 28 января 1943 года. Активных боёв на территории посёлка не было. По рассказам местных жителей, «немцы прибывали сюда на отдых. Они заняли все наши дома, а нам приходилось ютиться в погребах и сараях». Многие жители посёлка воевали на фронтах, однако памятника погибшим в годы Великой Отечественной войны в посёлке нет. В День Победы жители посёлка всегда возлагают венки к памятнику в сельском поселении Девица. Из Девицы призывались на фронт жители Стрелицы.
До 1947 года посёлок Стрелица находился в составе Девицкого сельского совета. В 1947 году посёлок Стрелица получил статус посёлка городского типа и стал административным центром — поселковый совет объединил жителей всех рабочих посёлков горного управления — Стрелица, Орлов лог, Бахчеево.
Стрелицкой школе в 2005 году присвоено имя бывшего ученика А. А. Таранцова, погибшего в Афганистане и в 2005 году школе исполнилось 70 лет. Бахчеевской школе исполнилось 60 лет.

## Население
| 1959  | 1970  | 1979  | 1989  | 2002  | 2009  | 2010  | 2012  | 2013  |
| ----- | ----- | ----- | ----- | ----- | ----- | ----- | ----- | ----- |
| 4791  | ↗5187 | ↘4832 | ↘4569 | ↗4828 | ↗4854 | ↘3937 | ↗3962 | ↘3923 |
| 2014  | 2015  | 2016  | 2017  | 2018  | 2020  | 2021  |       |       |
| ↗3969 | ↗4063 | ↗4114 | ↘4043 | ↘3953 | ↘3949 | ↗4008 |       |       |

## Инфраструктура
В центре посёлка, рядом с администрацией Воронежского рудоуправления находится здание поселковой администрации. На первом этаже этого здания находятся — отделение связи, аптека, филиал сберегательного банка РФ.
Центральная улица в посёлке — ул. Победа. Перед Дворцом культуры на небольшой площади проводятся празднования и массовые мероприятия.
Перечень улиц городского поселения Стрелица:
| - Аграрный переулок - Академика Королёва ул. - Возрождения ул. - Восточная ул. - Г. П. Савенко ул. - Гагарина ул. - Геологическая ул. - Горняцкая ул. - Железнодорожная ул. - Заречная ул. - Звёздная ул. | - Калинина ул. - Калинина переулок - Комарова ул. - Комсомольская ул. - Космонавтов ул. - Красноармейская ул. - Луговая ул. - Матросова ул. - Мира ул. - Молодёжная ул. - Новая ул. | - Орджоникидзе ул. - Парковая ул. - Первомайская ул. - Песчаная ул. - Победа ул. - Рудничная ул. - Садовая ул. - Свободы ул. - Советская ул. - Солнечная ул. - Социалистическая ул. | - Спокойный переулок - Спортивная ул. - Стрелицкий 1-й переулок - Стрелицкий 2-й переулок - Строителей ул. - Титова ул. - Центральная ул. - Циолковского ул. - Чапаева ул. - Школьная ул. |

## Экономика
В рудниках Воронежского рудоуправления на Латненском месторождении пластичных огнеупорных глин ведётся добыча огнеупорных глин. С 1943 года были восстановлены рудники, и вновь началась добыча огнеупорной глины. Огнеупорную глину перевозили из рудников до станции Латная (в 9 км) по железной дороге на паровозах. Такой техники в Воронежском рудоуправлении давно уже нет, перевозка осуществляется на современных тепловозах и большегрузных автомобилях БЕЛАЗ (30-45 т). В 2002 году ОАО «Воронежское рудоуправление» исполнилось 100 лет. Функционирует ремонтно-механический цех. В 2008 году крупная немецкая компания HeidelbergCement Group приобрела 75,1 % акций ОАО «Воронежское рудоуправление». По мнению экспертов газеты «Коммерсантъ» сумма этой сделки могла достичь $56 млн. Рассматривается возможность строительства в Стрелице цементного завода на базе ОАО «Воронежское рудоуправление», производственная мощность которого составит 2 млн тонн цемента в год.
Сегодня экономика посёлка в глубоком кризисе: в Стрелице нет уличного освещения уже много лет, дороги разбиты или их просто нет, мосты через реку находятся в аварийном состоянии. Из-за задолженности населения перед коммунальными службами были случаи отключения отопления и водоснабжения в зимний период, отключали целые улицы и районы (в том числе хоспис). Стрелицкий ДК находится в запустении. Декоративные чугунные заборы в школе и в парке стрелецкого ДК — разрушены охотниками за цветными металлами. Главные улицы и парк возле речки завалены мусором, их изредка убирают на школьных субботниках.
В 2006 году в посёлке открыто предприятие «Виброкварц» по выпуску вибропрессованных изделий: стеновых блоков, тротуарной плитки, бордюрных камней.
Помимо промышленных предприятий, в посёлке действует значительное количество магазинов, киосков, а также торговый центр, рынок, три аптеки; кафе и бильярдная, мастерская по изготовлению мебели. Работает почтовое отделение, касса Сбербанка РФ, банкомат Сбербанка РФ и банкомат Райффайзенбанка в ТЦ «Купец».

### Связь
На территории посёлка функционирует АТС (номера: 51-X-XX, 52-X-XX) Воронежского филиала «ЦентрТелеком», которая подключена на районном уровне к АТС г. Семилуки. Есть телефонный автомат на здании администрации.
Работает мобильная связь от операторов: «Мегафон», «Теле2», «БиЛайн», «МТС», «КодоТел» и частично «СкайЛинк». Для улучшения качества связи в 2008 году в Стрелице была установлена вышка с оборудованием компаний «БиЛайн» и «Теле2». Мобильная связь от МТС, Мегафон в посёлке (особенно в помещениях) работает неустойчиво. По состоянию на 02.01.2011 технология 3G от мобильных операторов в посёлке не доступна.
Доступ в Интернет предоставляют провайдеры «ЦентрТелеком» (ADSL) и «Информсвязь» (Dial-Up). Доступен спутниковый Интернет. Также есть точка коллективного доступа в Интернет в почтовом отделении (2 компьютера).

## Транспорт
Имеется постоянное автобусное сообщение с городами Воронеж, Семилуки.
В Стрелице есть несколько автобусных остановок: «Романцов мост (Зелёная)», «Геологоразведка», «Центр», «Депо (Новые дома)», «Дачи» и конечная — «Бахчеево» в п. Бахчеево.
Добраться до Стрелицы можно:
- Из города Воронеж — от Юго-западной автостанции (пр. Патриотов, ост. «Юго-Западный рынок») на рейсовом автобусе «Воронеж — Бахчеево» (№ 108), время в пути 30…40 минут.
- Из города Семилуки — от автостанции (ост. «Автовокзал») на рейсовом автобусе «Семилуки — Бахчеево» (№ 101) или от Семилукского огнеупорного завода (ост. «Завод») на рабочем автобусе (непостоянные рейсы).

## Военные объекты
Недалеко от посёлка есть военная часть и оборудованный полигон (в карьере) для военных учений.

## Спорт
- Любительский футбольный клуб «Горняк»
- Футбольный стадион «Горняк» с прилегающей баскетбольной площадкой
- Секция кумитэ
- Секция греко-римской
- Спортивный комплекс
- Каток
- Женская футбольная команда «Комета»

## Образование
- Стрелицкая средняя общеобразовательная школа имени А. А. Таранцова.
- Бахчеевская основная общеобразовательная школа
- Библиотеки (2 шт.). Общий книжный фонд около 20 000 книг
- Филиал Девицкой школы искусств
- Муниципальное дошкольное образовательное учреждение Стрелицкий детский сад «Лебедь» общеразвивающего вида

## Социальная сфера
- Амбулатория
- Хоспис
- Аптеки (2 шт.)
- Дворец культуры (ДК). Его сцена помнит выступления В. Тихонова, О. Янковского, Л. Касаткиной и других известных артистов. И в настоящее время здесь работают несколько творческих студий, иногда проходят концерты и выпускные вечера.
- Парки (один во дворе ДК, второй — Дальний парк)

## Известные люди
В Стрелице родился Николай Огрызков (1954—2010) — танцовщик, хореограф и педагог, создатель первой в России профессиональной школы современного танца.
- Мозолевский, Александр Васильевич — композитор, состоит в Союзе композиторов России, проживает в г. Воронеже.
- Таранцов, Александр Александрович (1961—1980) — посмертно награждён орденом Красной Звезды и медалью от афганского народа.

В разные годы в Воронежском рудоуправлении работали люди, прославившие посёлок:
- Макаров, Иван Владимирович (1924—1996) — Герой Социалистического Труда.
- Матузков, Николай Иванович (14.04.1949 — 17.05.2001) — депутат Верховного Совета РСФСР с 1985 по 1990 годы.
- Пащенко, Иван Георгиевич (1911—2002) — кавалер ордена «Знак Почёта».
- Савенко, Гавриил Павлович (1893—1953) — награждён двумя орденами Трудового Красного Знамени.

## Достопримечательности

Мемориальная памятная доска Александру Таранцову

- Мемориальная памятная доска Александру Таранцову — первому воину Воронежской области, погибшему во время боевых действий в Афганистане. Дата открытия доски — 04.03.2005. Доска установлена у входа в среднюю общеобразовательную школу[23].
- В окрестностях посёлка можно увидеть природные достопримечательности — породы девонской системы (Гремячий лог), а в отработанных карьерах месторождения огнеупорных глин — отложения сеноманского и туронского ярусов верхнего отдела меловой системы и живописные озёра.

## Галерея

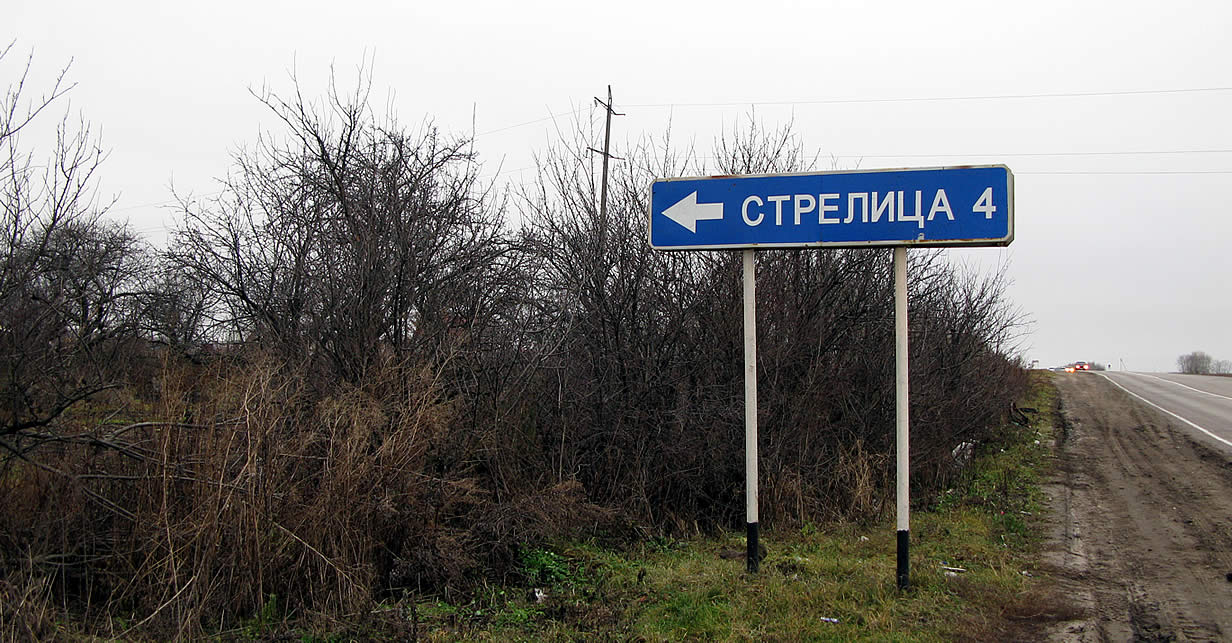
Указатель на пос. Стрелица с автодороги А144
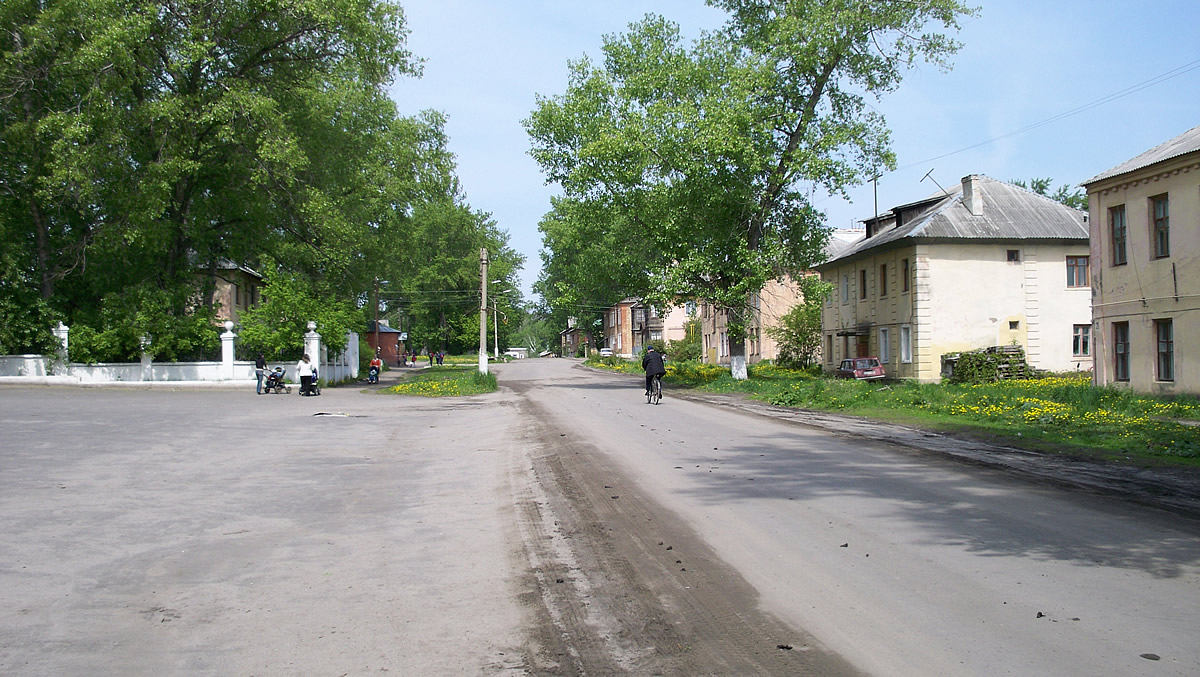
Улица Победы в пос. Стрелица
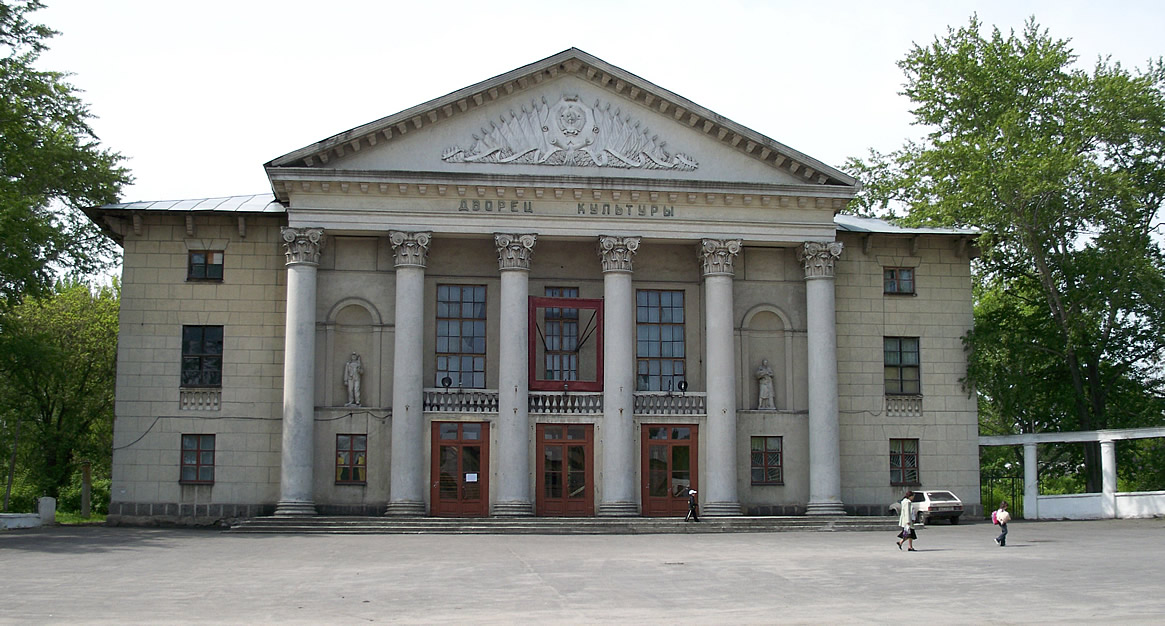
Дворец культуры в центре пос. Стрелица
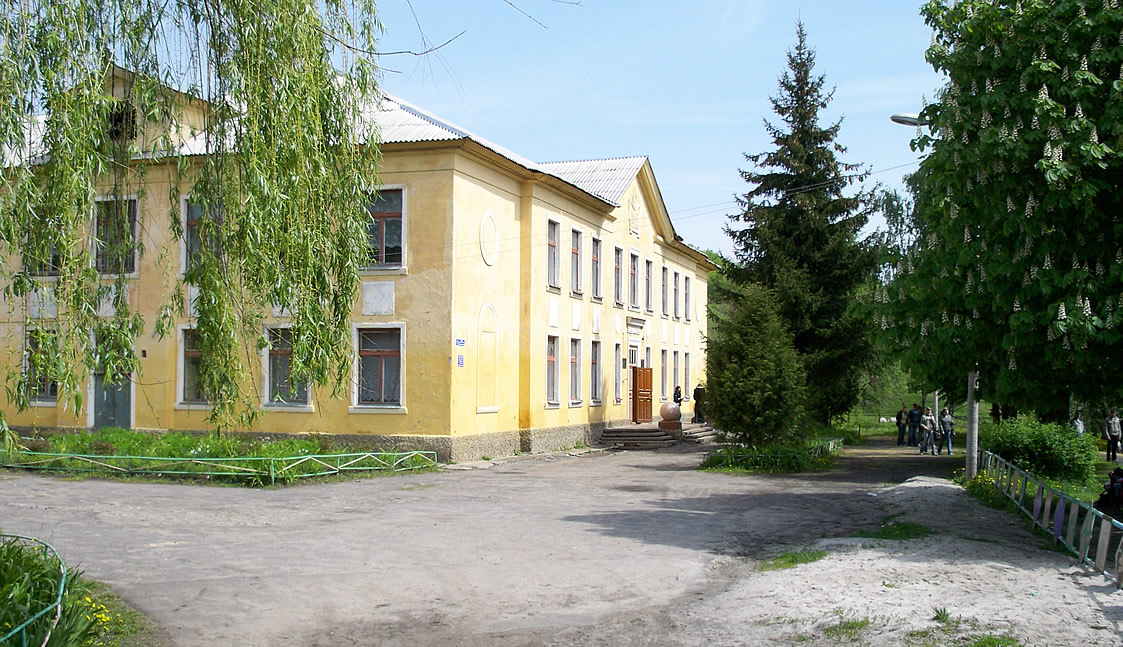
Стрелицкая средняя общеобразовательная школа имени А. А. Таранцова
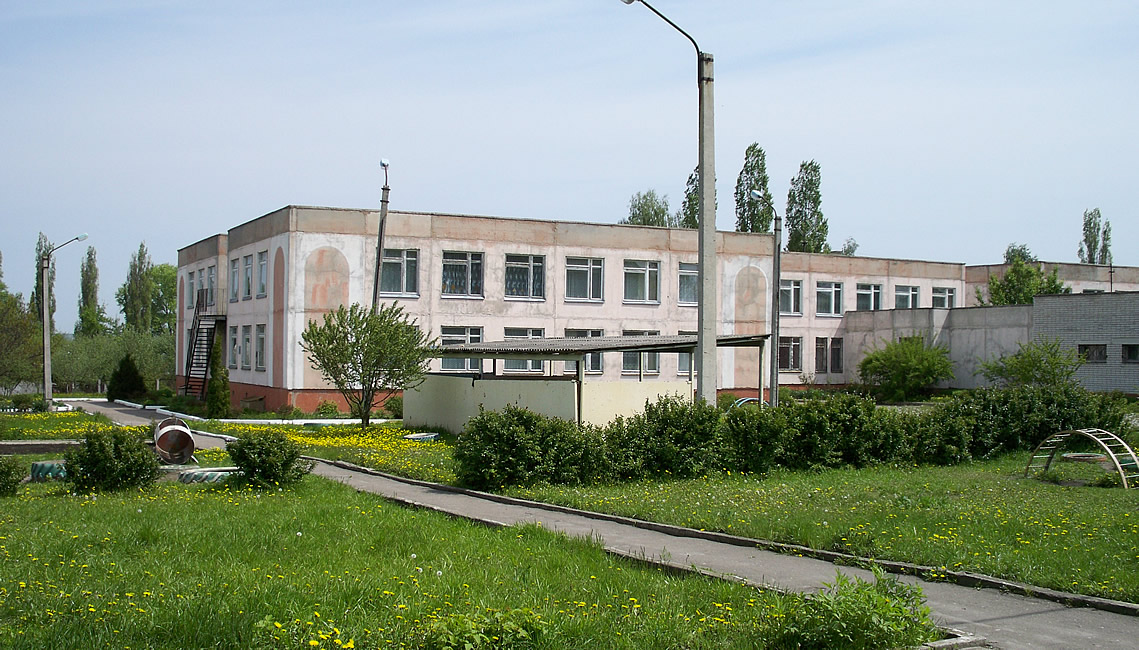
Детский сад «Лебедь» в пос. Стрелица
Вывеска детского сада «Лебедь» в пос. Стрелица
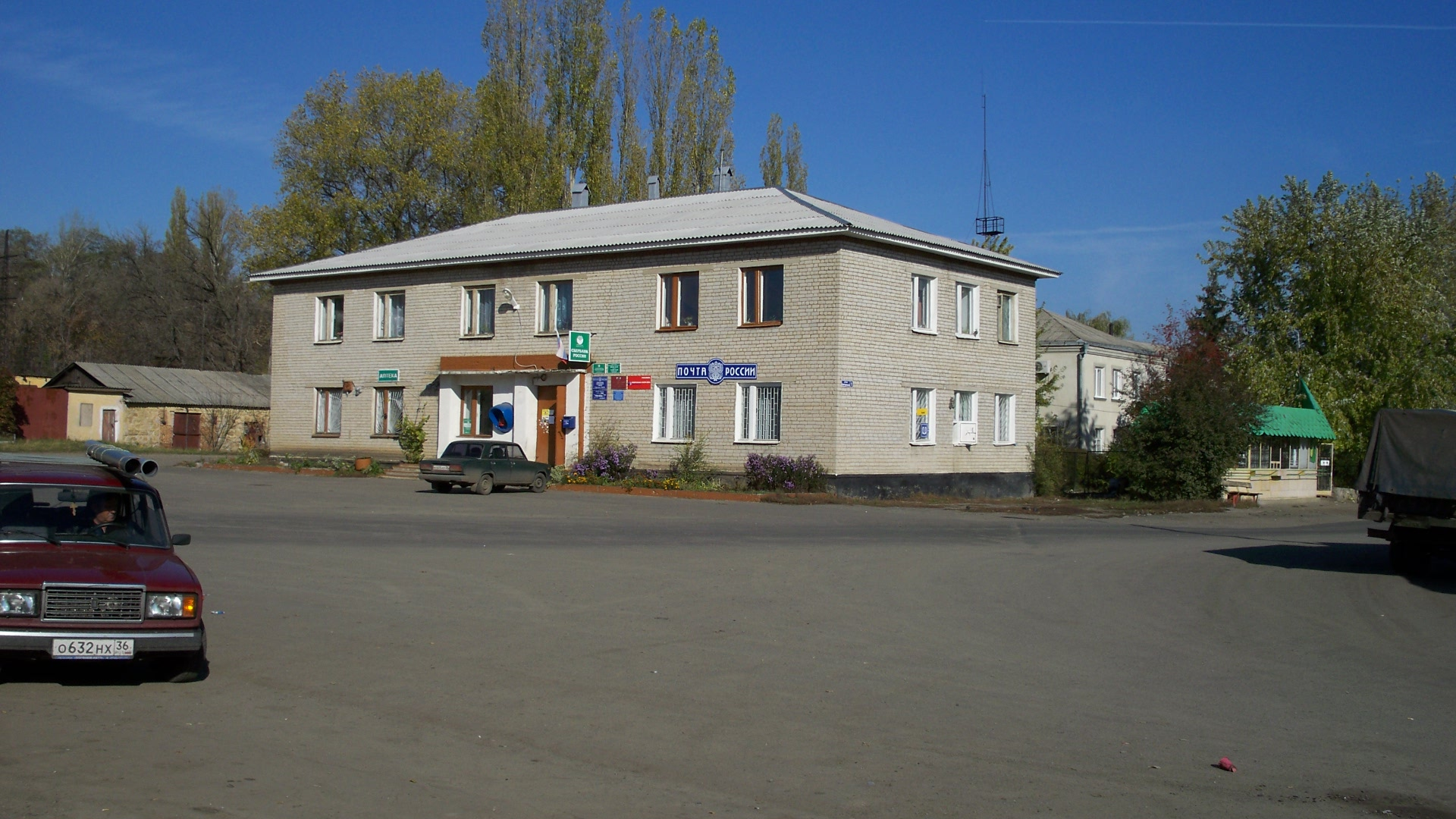
Здание администрации в пос. Стрелица
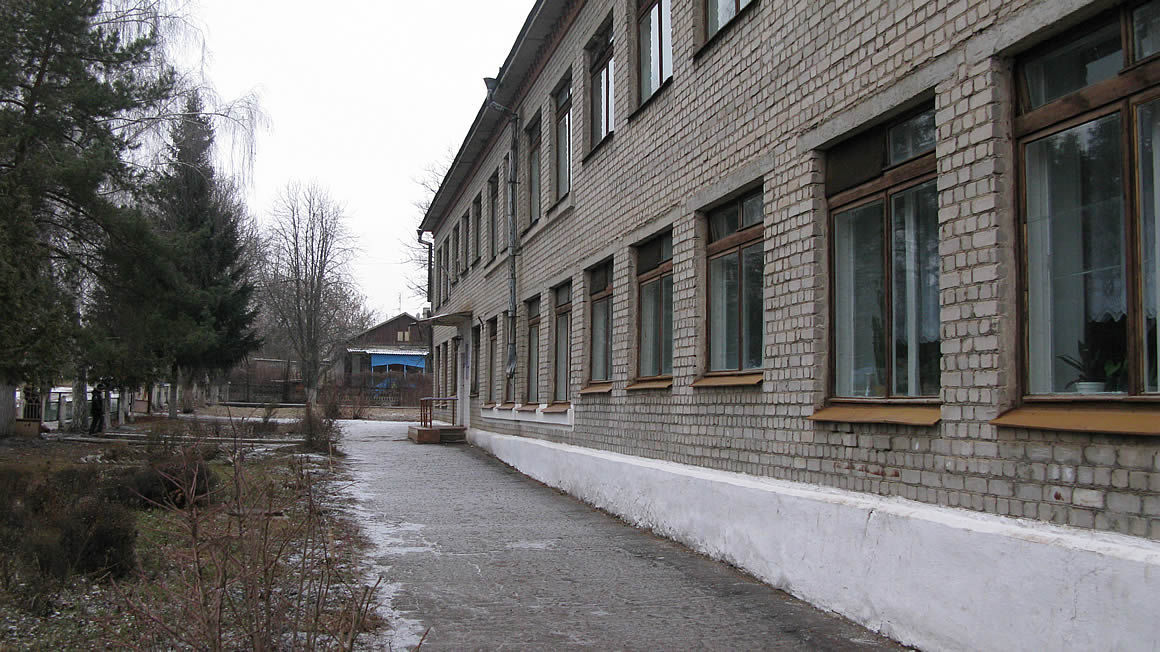
Здание начальных классов Стрелицой средней школы